# となりのなにげさん
『となりのなにげさん』は、橘紫夕による日本の4コマ漫画作品。

## 概要
連載していた雑誌が休刊となったことからオムニバス作の脇役キャラクターだったなにげさんを主人公として芳文社『まんがタイムきらら』に持ち込んだところ『まんがホーム』向きとのことでそちらを紹介され『まんがタイム』の「第2回新人4コマ漫画大賞」に応募。入賞は逃すものの、2007年12月号にゲストとして掲載され、その後「まんがタイム」グループ各誌にゲスト掲載を重ね、『まんがホーム』（同）2008年3月号および7月号へのゲスト掲載を経て同年8月号より正式に連載化し、2014年12月号まで連載された。
作者の別作品『ひよわーるど』の特別編にゲスト出演して活躍したことがある。
「JR東海道本線（JR京都線）」の「高槻駅」や「長岡京駅」が出ているので、本作の舞台は「大阪府」か「京都府」だと思われるが、生徒たちが関西弁で会話したり、ワシ・ワイ・ウチ、といった関西より以西の地域で呼称される一人称を使用する場面は無い。
なお、この作品舞台となる春高の生徒は男女に関係なく制服の袷が右前のブレザーを着ている（右前は男性用の袷であり、女性は本来なら左前の袷）。また、生徒たちが校内で履いているのは上履きではなく、サンダルである。

## あらすじ
日常で起こる、何気ないトラブルを颯爽と現れて解決してくれる謎の少女・なにげさんが、困った人々を何気なく助ける4コマ漫画。彼女は今日も今日とてどこかで誰かを何気なく助ける。

## 登場人物
なにげさん
主人公。学年・本名、すべて不明。皆からは「なにげさん」と呼ばれている。優しく気の利いた性格で、常に誰かを何気なく助けている。神出鬼没で身体能力も高く、あらゆる事に長けている。彼女が何者かは誰にも判らないが、制服を着ていることから学生であることは確かである。時には学校の外でも生徒や色々な人を助けている。
作中では「学校の生徒でも職員でもない」という旨の記述があり、なにげさんの正体に近付くような記述も全く見られない。
外見は一般的に茶色の髪にブレザータイプの制服である。ただし、髪形については嬉しい時などにアホ毛が出る模様。貧乳であることにコンプレックスを感じている模様。
可愛い物が大好きで、2巻では拾った熊のぬいぐるみを落とし主からもらうシーンがあった。
一見、完璧超人にみえるが、背が低い・虫が怖い等の弱点がある。また、服の袖に色々な小道具を入れており、夏服だとあまり入らないためカバンに詰め込んでおり、カバンがパンパンに膨らんで苦労している。
困っている生徒に筆記用具や食事の差し入れをよく行なっているが、今のところ学食がスポンサーになっていることが明らかになっている。他にも学園祭のために学校の敷地で野菜を育てており、その利益を普段の助けに充てていることも予想出来る。
「レン」「ユウ」という妹がおり、レンは同じ学校に通っている。
なにげさんの通う学校では3年生は赤、2年生は青、1年生は緑のネクタイを着けることになっているが、なにげさんは例外で、その日の気分で使用するネクタイの色を変えている。
全学年の教科書を所有しているため、所属する学年が不明である。
電車で偶然乗り合わせた会社員の男性が何処の駅で降りるのかを知っていたり、女子生徒や男子生徒が母親から頼まれた買い物の内容を知っていたり、男子生徒の所持しているエロ本の隠し場所を知っていたり、女性が片付けに困っているガラクタを何年後に遣うことになるのかを知っているなど、本来なら知り得ないことをたくさん知っている。
持ち主が何年も前に紛失した物をなぜか所持している。
体操着は他の女子生徒とは異なり、ブルマを使用している。これはレンも同様。また、水着も他の女子生徒が使用する水着よりも少し色の濃い水着を使用している。
体操着・水着には、他の女子生徒と違ってネームプレートが縫い付けてあり、苗字の所に「な」と書かれている。
キャラクター像が造られた最初期の頃は暗くてシュールな感じの少年だったが、作っていくうちに誰にでも優しい温厚な性格へと形成されていき、性別も男から女に変更された。
モデルは某4コマ漫画のキャラクターと説明されており、参考にされたキャラクターが存在する模様であるが、その作品が自身の作品なのか他者の作品なのかについては言及されていないため、不明。
第4巻のあとがきによると、短期で終了する場合、正体を教職員とする予定だったことが明かされている。
レン
なにげさんの妹で、姉と同じ学校に通っている。身長は姉より高く、プロポーションも姉より良い。正確な名前は「れんげ」。
姉と同じで身体能力は高いが、姉には及ばない。
姉やユウとは違い、常に誰かを何気なく助けているということはないが、生徒にご飯粒を分けたり、姉が作った弁当を購入できなかった大野に高級ステーキをおごらせることで弁当を譲渡するなど、ごく軽度な人助けはしている。
女子生徒には「ちゃん」づけで呼ぶことを許容しているが、男子生徒には「レン様」と呼ぶことを強要し、呼ばない男子には蹴りをかますなど、容赦が無い。ただし、田淵校長が「レンちゃん」と呼ぶことは許容している。
3姉妹で唯一、台詞が吹き出しである。
姉と同様に学年は不明。
単行本では第2巻からの登場で、初登場時はなにげさんが忘れた弁当を届ける役割で登場。
なにげさんの妹であることが判明するまでは、なにげさんのことを水島咲と同じく「なにげ」と呼び捨てで呼んでいた。
ユウ
なにげさんとレンの妹。容姿はレンよりもなにげさんに似ている。姉が忘れ物をすると学校まで届けに来てくれる。
当初はなにげさんが忘れ物をした時に忘れ物を届けに来るという設定だったが、その後はなにげさんが忘れ物をする・しないに限らず、毎日学校に来るようになった。
親が海外転勤の時にユウだけが付いて行き、その際に現地の大学を卒業しているため、現在は学校には行っていない（行かなくてよい）。
海外の学校に通っていたため、英語が話せる（姉2人は日本に残ったため、英語は得意ではない）。
単行本では第3巻からの登場であるが、存在を示唆する発言やシルエットは第2巻の段階で登場している。
お菓子やおもちゃなどには興味を示さないが、ごみを見ると嬉々として拾うあたり、容姿ばかりでなく性格的にも姉のなにげさんとよく似ている。
バク転はできるが、後転はできない。
幼くして大学を卒業した天才児なだけあって、どこに片付けたか判らなくなった品物を呼べばで出てくるように改造したり、直ちに生えてくる育毛剤を開発するなど、超人的な知識と技術を持つ。
ひよ子
なにげさんの飼っているメスのひよこ。通称「ひよちゃん」。学園祭の売上で購入し、2巻ではニワトリに成長して卵を産んでいる。
太り気味で、よくダイエットを行っているがあまり効果は出ていない。イケメンの人間男性が好み。
ヒヨコだった頃は無邪気な性格だったが、成長してニワトリになって以降は知恵が付き、少々難のある性格に変わっている。
飛ぶことができる。
大野悠樹
なにげさんと同じ電車で通学をしており、最寄駅は同じ高槻駅である。
なにげさんに好意を持っており、なにげさんが電車のドアにスカートを挟まれて破けてしまった時、自分の制服の上着を貸してあげるという優しい一面も見せるも、上着になにげさんのぬくもりが残るという期待をしていたが、その上着はなにげさんによってクリーニングに出されて返ってきた。すぐに居なくなるなにげさんに追いつくために陸上部に入って脚力を鍛えた結果、種目は不明だが高校総体で優勝するほどの実力を付けた。
また、その鍛えた脚力はレンになら通用し、追いつくことが出来る。本人曰く、直線距離なら何とか追いつけるとのことだが、なにげさんは神出鬼没なので無理な様子。ただし、単行本第2巻では1度だけなにげさんに追いついたことがある。
なにげさんの自宅の場所を知る数少ない生徒のうちの一人である。
大野沙英
大野の妹。かなりのブラコン。
クリスマスにベッドの横に掛けた靴下の中に入れた紙には「兄」の一文字を書いており、ブラコンの程度が非常に激しい。中学は私立のいわゆる「お嬢様学校」に通っていたが、兄と同じ高校に進学した。
兄がなにげさんにデレデレしているので彼女を目の敵にし、なにげさんの助けは借りないようにしているが、裏を読まれて結局は彼女に「助けられ」ている。
なにげさんは自分が沙英にに嫌われていることを自覚しているのか、彼女を助ける時はヒゲ付きメガネを着けて変装してから近づくようにしている。
安藤
教室のドアの上に黒板消しを挟むイタズラをしたり、日直の仕事が面倒でなにげさんに押し付けたり、不用意な嘘や失言を繰り返す不届き者の男子生徒。なお、初登場時、初出での苗字は田辺だった。
一度、後輩になにげさんのことを「妖怪なにげさん」と嘘を教えたことがなにげさんにバレて、貸して欲しい物をなにげさんが持っていたにも拘わらず、貸してもらえなかったことがある。作中でなにげさんを怒らせた唯一の人物である。
水島咲
なにげさんのことを「頑張っている人の元にしか現れない」と誤解している元不良。
そんななにげさんに会って一言物申したいがために部活動・生徒会会計に頑張っているが、なにげさんが手を貸せないほど隙のない仕事ぶりの為、男友達からは「会うのには向いてない」と告げられる。
勉強も運動も優秀な上、後輩からバレンタインのチョコをもらったり、生徒会長から頼りにされたりと人気があり、なにげさんの助けは必要無いのだが、実は本人も気付かないところでなにげさんに遭遇している。時には逆になにげさんを助ける場面も多い。生徒会長に対してはツンデレ要素的な感情を持ち合わせている。
生徒会長からは「さっちゃん」と呼ばれている。
元不良という性格からか、登場する女子生徒の中で唯一上着やネクタイを着用しておらず、シャツも腕まくりである。
なにげさんとは何度も逢っているものの、自身が助けてもらう形では直接逢ったことがないため、なにげさんの容姿を知らず、沙英のことをなにげさんだと思っていた。なにげさんのことは「なにげ」「お前」などと呼んでいる。
髪の左前頭部を赤く部分染めしている。
左耳にピアスをしている。ピアスを着ける行為自体は校則の禁止項目に記載が無いものの、基本的には違反行為と見做されている。ただし、このピアスは過去に何らかの経緯があるらしく、なにげさんによってその経緯が書かれた文書を読んだ中川教頭によって着用を特別に許可されている。
生徒会長
一応は生徒会長だが頼りなく、実質的に生徒会の権限は咲が持っている。
それでも仕事を咲に押し付けるわけではなく、ちゃんと仕事をしている場面や咲に仕事を取られて泣いている場面もある。
生徒会長を務めるだけあって成績は抜群に良く、教科によっては咲以上の高成績を記録している。
咲に対して好意を持っている。
写真新聞部の部長を兼任している。
中野梨花
写真新聞部所属。なにげさんのスクープを撮影しようと、よくカメラを持って追っかけをしている女子生徒。
しかし、カメラの腕はあまり良くなく、なにげさんに助けてもらうこともある。
卒業式の時、本来なら式典の様子を撮影するべきであるにも拘らず、式典そっちのけでなにげさんの撮影に嵩じたため、写真新聞部の部長でもある生徒会長にゲンコツを喰らっている。
大野とは仲が悪いが、大野になにげさんの写真をあげたり、チョコレートを恵んだりするなど、面倒見の良い一面もある。
大野・生徒会長・咲・都らは同学年であるが、梨花は生徒会長のことを「先輩」と呼び、生徒会長も梨花のことを「うち（写真新聞部）の後輩」と呼称していることから、大野たちよりも1学年下である。
長谷川都
図書委員所属のメガネっ子。ドジっ子でよく転ぶ。巨乳（Iカップ）の持ち主で、水泳の授業では男子の視線に困っている。
図書室の利用が少ないことを気にしているが、なにげさんのおかげで図書室の利用が最近増えてきている。
単行本第2巻のカバーを外すと、本の表表紙になにげさん・レン、裏表紙に都・梨花・沙英・咲がそれぞれ中学生時代の制服を着た姿で描かれており、なにげさん・レンと同じデザインの制服を着ていることから、なにげさんやレンとは同じ中学校の出身である模様。
モデルは作者の友人。モデルとなった友人もGカップの巨乳であったが、Iカップの持ち主である別の友人が居り、胸だけ別の友人がモデルとなっている。
本作が短期終了だった場合は、なにげさんの正体は教職員という設定となる予定だったが、その場合は彼女だけはなにげさんの正体を知っているという設定になるはずだったことが第4巻のあとがきに記載されている。
片山ちとせ
腐女子。3年A組で美術部所属のメガネっ子。
BL好きで、なにげさんが引くくらいのBL漫画をテストの裏に描いて怒られたことがあるがテストで98点を記録するなど、成績は優秀である。
カナヅチだが、校長と教頭が仲良く（将棋を）している写真を持っているなにげさんを見事な潜水で追いかけたことがある。
花丸
梨花の隣の家に住んでいる犬。梨花が忘れ物をした時に、梨花の母親に頼まれて、学校に来ることがある。
田淵源之助（たぶち げんのすけ）
校長。孫の影響でカードゲームをやっている。生徒にも自分にも甘い所がある。
植木職人の腕はかなりのもので、なにげさんも敵わないらしい。
学校にまんがタオルを持ってきたり、学園祭でなにげさんやレンの偽物を演じるためにダイエットしたりとある意味なにげさん以上に型破りな人物。
なにげさんの自宅の場所を知る数少ない人物のうちの1人でもある。
中川は田淵が新任教師だった時の教え子。
中川巌（なかがわ いわお）
教頭。みんなを甘やかすなにげさんを快く思っていないが、自分も愛妻弁当を忘れてなにげさんに届けてもらうという失態を見せた。作中でその妻が実は元生徒であることを校長にばらされている。
校長と違い、生徒には厳しいが、自分には甘かったり生徒が引くくらいの黒歴史があったりする。
田淵校長が新任教師だった頃の教え子だった。
変態三人組
男子生徒1人と女子生徒2人の3人組で、ユウの熱烈なファン。ただし、グループを組んでいるわけではなく、それぞれ単独でも登場する。
レンによって変態として認定されている。
3人のうち、男子生徒はなにげさん姉妹の自宅の場所を知る数少ない生徒のうちの1人となっている。
いずれも氏名は設定されていない。
ソバージュヘアの女子は自分が変態であることを自認している。

## 書誌情報
- 橘紫夕『となりのなにげさん』 芳文社〈まんがタイムコミックス〉、全4巻
  1. 2009年8月22日第1刷発行（2009年8月7日発売[24]）、ISBN 978-4-8322-6766-4
  2. 2011年1月22日第1刷発行（2011年1月7日発売[24]）、ISBN 978-4-8322-6924-8[25]
  3. 2012年10月21日第1刷発行（2012年10月6日発売[24]）、ISBN 978-4-8322-5121-2
  4. 2015年1月22日第1刷発行（2015年1月7日発売[24]）、ISBN 978-4-8322-5350-6